# Odtok
Odtok je hydrologický pojem vyjadřující objem vody, která odteče za určité časové období z povodí. Odtok je tvořen několika složkami, jejichž součet se označuje jako celkový odtok. Odtok se zahrnuje do hydrologické bilance.
Specifický odtok vyjadřuje, jaké množství vody odtéká za jednotku času z jednotky plochy povodí, udává se v l·s−1km−2 (litr za sekundu na kilometr čtvereční).
Odtok je také nazýván vodní tok vytékající z vodního díla.

## Složky odtoku
- povrchový odtok – voda odteklá po povrchu terénu z míst, kde vznikly podmínky pro tvorbu odtoku (srážky převažovaly nad ztrátami)
- podpovrchový (hypodermický) odtok – voda infiltrovaná do půdy, která před odtokem z povodí nedosáhla hladiny podzemní vody
- základní odtok – odtok podzemní vody

Přímý odtok je souhrnné označení povrchového a hypodermického odtoku.